# Андрук, Елена Анатольевна
Елена (Алена) Анатольевна Андрук (род. 11 июня 1987, Киев) — украинская шоссейная велогонщица, выступавшая на профессиональном уровне в период 2007—2013 годов. Чемпионка Украины в зачёте групповой гонки, победительница ряда крупных женских гонок на шоссе, участница летних Олимпийских игр в Лондоне.

## Биография
Елена Андрук родилась 11 июня 1987 года в городе Киеве Украинской ССР.
Окончила Национальный университет физического воспитания и спорта Украины, где обучалась на факультете олимпийского и профессионального спорта — на кафедре велосипедного и зимних видов спорта.
Дебютировала на международном уровне в сезоне 2006 года, выступив на гонке Женский Тур — На приз Чешской Швейцарии в Чехии.
Начинала карьеру профессиональной велогонщицы в итальянской команде USC Chirio Forno D'asolo, провела здесь два полных сезона. Затем два года выступала в литовской команде Safi-Pasta Zara. Наконец, оказалась в итальянской Vaiano-Tepso. Побеждала на отдельных этапах многодневных гонок Трофи д’Ор во Франции и Тур Новой Зеландии в Новой Зеландии, отметилась победой на первом этапе многодневной гонки первой категории Тур Фри-Стейта в Южной Африке.
Наибольшего успеха в своей спортивной карьере добилась в сезоне 2012 года, когда одержала победу в групповой гонке на чемпионате Украины по шоссейному велоспорту, вошла в основной состав украинской национальной сборной и благодаря череде удачных выступлений удостоилась права защищать честь страны на летних Олимпийских играх в Лондоне. Стартовал на Играх в зачёте женской групповой гонки на 140 км, однако финишировать не смогла, не уложившись в лимит времени.
В 2013 году ещё оставалась в клубе Vaiano-Fondriest, однако не показала сколько-нибудь значимых результатов на международной арене и на этом завершила спортивную карьеру.